# Consiglio Italiano del Movimento Europeo
Il Movimento Europeo in Italia è un'organizzazione ombrello, espressione di forze politiche a carattere democratico - partiti, sindacati, enti, organizzazioni e associazioni varie – che considerano rilevante per l'Italia il conseguimento dell'Unità europea in senso federale. Viene intesa nei modi esplicati nel Manifesto di Ventotene: una federazione ad adesione volontaria fra tutti gli Stati europei a regime democratico, in condizione di piena parità di diritti e di doveri.
Il Movimento Europeo in Italia è aperto all'adesione di qualsiasi organizzazione che condivida la medesime finalità. Promuove attività di vario tipo, dallo stimolo verso le istituzioni nazionali ed europee e le forze politiche, all'attività di approfondimento politico e culturale su tematiche internazionali, nonché campagne di sensibilizzazione e informazione verso i cittadini rispetto all'operato dell'UE. 
La sua struttura lo rende un importante referente per istituzioni di vario livello che intendono allargare il dibattito pubblico europeo, anche mediante progetti innovativi di comunicazione politica europea. 
Il Movimento Europeo in Italia, inoltre, è membro fondatore del Movimento Europeo Internazionale, che conta attualmente 43 Consigli nazionali e 38 organizzazioni europee aderenti. Il Movimento Europeo Internazionale viene ritenuto dai suoi aderenti una realtà capace di rappresentare le istanze della società civile organizzata a livello continentale.

## La linea politica, i compiti e le attività
Il Movimento Europeo, riconoscendo il primo nucleo della federazione europea nelle strutture istituzionali esistenti nell'ambito dell'attuale Unione europea, sostiene una decisa evoluzione, in senso “costituzionale” di tale realtà.
In particolare, si batte a favore di tutte quelle riforme che renderebbero l'UE capace di esprimere una politica estera e di sicurezza unitaria e di realizzare una propria politica economica e sociale. Solo rafforzando l'integrazione tra gli stati membri, si potrà consentire alla democrazia europea di avere nel futuro un ruolo di protagonista nel mondo globalizzato e di contribuire attivamente ad un ordine internazionale fondato sulla pace e sulla promozione dei diritti umani e civili.
A tal fine, il Movimento Europeo svolge in primo luogo la funzione di organo coordinatore tra le forze aderenti e di strumento di proposta, di stimolo e di pressione nei confronti del Parlamento, del Governo nazionale e delle istituzioni internazionali, sia indipendentemente, che attraverso il Movimento Europeo Internazionale (MEI), di cui fa parte.
Il Consiglio Italiano del Movimento Europeo si propone, inoltre, di diffondere in più vasti strati dell'opinione pubblica italiana, e in primo luogo tra le giovani generazioni, la persuasione che la creazione di una federazione europea, rispettosa delle autonomie nazionali, regionali e locali, sia indispensabile alla prosperità e alla reale indipendenza dei popoli europei e che lo sviluppo di nuovi strumenti di controllo democratico a livello europeo costituisca una garanzia insostituibile per il consolidamento delle nostre libere istituzioni.
Il Movimento Europeo è aperto ai diversi livelli della propria organizzazione all'adesione di quanti ne condividano le finalità e i metodi di azione senza pregiudizio della autonoma caratterizzazione politica di ciascuno.
Pur non essendo il Movimento Europeo un centro studi, nel senso più classico del termine, assolve oggi, data la sua natura rappresentativa di differenti centri di interesse un ruolo di riflessione, in modo particolarmente adeguato alla funzione di stimolo, di raccolta, approfondimento e di sintesi del dibattito che nella società italiana è legato alle varie problematiche inerenti al processo di integrazione europea. I suoi elaborati e le sue iniziative, in tal modo, possono costituire un importante punto di riferimento per le istituzioni, rispetto alle tendenze che si manifestano in Italia e mediante i tanti contatti attivabili, dall'insieme della rete del MEI, anche in altri paesi europei.
Attraverso l'ampiezza della sua rete di referenti e la varietà dei suoi associati, inoltre, il Movimento Europeo ha la possibilità di raggiungere in maniera particolarmente efficace sul territorio italiano, numerose realtà della società italiana, veicolando l'informazione europea, nonché facendosi promotore o facilitatore di vari progetti e iniziative di sensibilizzazione in grado di rendere più tangibile e partecipato il concetto di Cittadinanza dell'Unione europea.
Fonte: www.movimentoeuropeo.it

## Regole statutarie e organi
Il Movimento Europeo ha la forma giuridica dell'associazione riconosciuta, alla quale possono aderire come membri le organizzazioni politiche, sociali, culturali ed economiche che abbiano uno statuto democratico e che approvino esplicitamente i principi fondamentali del federalismo europeo come richiamati nel Preambolo dello Statuto. Esse si articolano in tre ambiti fondamentali: partiti e movimenti politici, organizzazioni sociali ed economiche, associazioni rappresentative del federalismo militante.
Organi del Consiglio Italiano del Movimento Europeo sono:
- l'Assemblea
- il Consiglio di Presidenza
- il Presidente
- il Segretario Generale.
Le cariche elettive sono di natura volontaria
L'Assemblea è principalmente composto dai rappresentanti delle organizzazioni di pieno diritto e di quelle associate rispettivamente con 4 e con 2 membri ciascuna, designati direttamente dalle realtà di appartenenza. Essa elegge, ogni tre anni, il Presidente e il Consiglio di Presidenza, composto dai Vicepresidenti e da un certo numero di ulteriori componenti, oltre al Tesoriere e al Segretario Generale. Il Segretario Generale cura l'esecuzione delle deliberazioni e, coadiuvato dagli eventuali Segretari aggiunti ed altri collaboratori. .
.Attualmente Presidente del Movimento Europeo è il prof.. Pier Virgilio Dastoli, già assistente di Altiero Spinelli. Vari i ruoli da lui ricoperti nelle istituzioni europee tra cui anche quello di Direttore della Rappresentanza in Italia della Commissione europea, come anche nelle organizzazioni europeiste e federaliste dove è stato anche Segretario generale del Movimento Europeo Internazionale.
I Vicepresidenti sono: Giampiero Auletta. Pier Ferdinando Casini, Daniela Felisini e LIa Quartapelle nel rispetto dell'equilibrio di genere. 
Il Segretario Generale è il prof. Paolo Ponzano
Il Movimento Europeo rientra tra gli enti internazionalistici che godono di un sostegno strutturale da parte del Ministero Affari Esteri, sulla base della legge n.948 del 28 dic. 1982.

## La storia
A seguito del Congresso dell'Aja (maggio 1948), anche in Italia venne costituito nel dicembre del 1948, un Consiglio nazionale del Movimento Europeo quale organismo di coordinamento tra i parlamentari più europeisti e il Movimento Federalista Europeo (MFE). Ne fu poi però necessaria una ricostituzione nel 1956 in una situazione caratterizzata dalla contrapposizione determinatasi nel campo europeista, tra i cosiddetti funzionalisti, sostenitori di una progressiva integrazione di mercato tra i paesi della “piccola Europa” del tempo - in cui ravvisavano la premessa necessaria di ogni possibile sviluppo ulteriore - e la componente maggioritaria dei federalisti italiani che, a cominciare da Altiero Spinelli, aveva assunto, dopo la caduta della Comunità europea di difesa, una posizione fortemente critica nei confronti della politica europea dei governi.
Quest'ultima posizione aveva del resto concorso a determinare a livello internazionale una scissione tra gli stessi federalisti. In tali condizioni, era inevitabile che il Movimento Europeo assumesse di fatto, per la sua composizione politica che annoverava allora i partiti di governo, insieme ai sindacati, un carattere complementare rispetto al federalismo militante. 
Tale stato di cose sarebbe tuttavia mutato nel corso degli anni, anche per il decisivo contributo recato dall'assunzione, nell'autunno del '64, della Presidenza del Movimento Europeo da parte di Giuseppe Petrilli che, pur provenendo dall'esperienza dell'integrazione comunitaria quale membro della Commissione nel primo triennio della Comunità economica europea, aveva maturato una visione del processo in atto tendente al superamento dell'approccio intergovernativo. 
Il ravvicinamento tra il Movimento Europeo e il Movimento federalista si sarebbe concluso nel 1966 con l'adesione di quest'ultimo al primo. Il Movimento europeo venne così sposando- dapprima a livello nazionale e poi anche in ambito europeo- le posizioni fondamentali della strategia federalista, riconoscendo l'importanza da attribuirsi all'elezione del Parlamento europeo a suffragio universale diretto, quale condizione indispensabile di ogni effettivo progresso sul terreno politico-istituzionale e ravvisando nell'elezione europea il punto su cui far leva per imprimere una spinta alla ripresa propriamente politica del processo integrativo. 
Quando l'iniziativa parlamentare di Altiero Spinelli, maturata in seguito alla prima elezione europea del '79, ebbe dimostrato concretamente la correttezza di tale strategia, il Movimento Europeo offrì alla medesima un appoggio sostanziale, attraverso la forte pressione esercitata a favore del progetto di trattato elaborato dal Parlamento europeo nei confronti della presidenza italiana della Comunità, nel primo semestre dell'85.
Dopo d'allora, le successive presidenze di Mauro Ferri, Mario Zagari e Giorgio Napolitano hanno ampiamente confermato la piena continuità del rapporto stabilitosi nell'ambito del Movimento Europeo tra le principali forze politiche e social-economiche nazionali e l'avanguardia federalista. che si è rafforzata con l'elezione alla presidenza il 26 ottobre 2010 di Pier Virgilio Dastoli Così il Movimento Europeo è stato tra i protagonisti in Italia del costante impegno a favore della creazione della moneta unica europea Euro, nonché della difficile battaglia, ancora incompiuta, per delle riforme istituzionali europee che portino alfine all'approvazione di un vero e proprio testo di Costituzione per l'Unione.
Fonte: www.movimentoeuropeo.it

## Presidenti
- Randolfo Pacciardi  (1956-1961)
- Paolo Rossi (1961-1964)
- Giuseppe Petrilli (1964-1986)
- Mauro Ferri (1986-1988)
- Mario Zagari (1988-1996)
- Giorgio Napolitano (1996-2006)
- Valerio Zanone (2006-2010)
- Pier Virgilio Dastoli (2010-...)

## Segretari generali
- Dino Secco Suardo (1956-1961)
- Angelo Lotti (1961-1987)
- Carlo Ernesto Meriano (1987-1996)
- Aldo De Matteo (1996-2004)
- Filadelfio Basile (2004-2006)
- Annita Garibaldi Jallet (2006-2010)
- Stefano Milia (2010-2014)
- Fabio Masini (2014-2018)
- Paolo Ponzano (2019-2022)
- Giuseppe Bronzini (2022-in carica)